# Chan Santokhi
Chandrikapersad Santokhi (født 3. februar 1959), også kendt som Chan Santokhi, er en Surinamsk politiker og tidligere chef for politiet.
I september 2005 blev Santokhi taget i ed som justitsminister på vegne af Progressive Partis Gruppe.
1. ↑  Navnet er anført på engelsk og stammer fra Wikidata hvor navnet endnu ikke findes på dansk.